# رویس پیرسون
رویس پیرسون (انگلیسی: Royce Pierreson؛ زادهٔ ۱ آوریل ۱۹۸۹) بازیگر اهل انگلستان است.
از آثار او می‌توان به ثور: دنیای تاریک، وندرلاست، شهر هالبی، آدمکشان میدسامر، جودی اشاره کرد.